# Batič
Batič je priimek v Sloveniji, ki ga je po podatkih Statističnega urada Republike Slovenije na dan 1. januarja 2010 uporabljalo 371 oseb in je med vsemi priimki po pogostosti uporabe uvrščen na 974. mesto.

## Znani nosilci priimka
- Andrej Batič (1636—1702), latinski pesnik
- Andrej Batič (1814—1893), ljudski pesnik
- Angel Batič (1929—1986), duhovnik, vzgojitelj, pesnik
- Bogdan Batič, diplomat
- Lovrenc Batič (~1815—?), zdravnik
- Josip Batič (1820—1852/53), slikar
- Angel Batič (1929—1986), duhovnik, vzgojitelj in pesnik
- Eva Batič (=Ifigenija Zagoričnik Simonović, *1953), pesnica in keramičarka
- Franc Batič (*1948), botanik, univ. profesor
- Ivan Batič & Miha Batič, vinarja
- Jaka Batič - "Bakto", skladatelj, oblikovalec zvoka
- Janez Batič, publicist o financah (ok.1932)
- Janja Batič, slikarka, doc. PEF UM
- Jani Batič, fotograf
- Jerneja Batič, umetnstna zgodovinarka
- Davide Batič (*1971), matematik in teoretični fizik
- Lovrenc Batič (*~1815 - ?), zdravnik
- Martina Batič (*1978), zborovodkinja
- Matej Batič, fizik
- Matic Batič, zgodovinar
- Milena Batič (r. Bonča, psevdonim Rada Noč) (1930—2015), pesnica
- Milojka Špacapan Batič (*1945), ahitektka projektantka, urbanistka in oblikovalka pletenin
- Stojan Batič (1925—2015), kipar
- Tine Batič, duhovnik v Kanadi